# 原田武彦
原田 武彦（はらだ たけひこ、1944年〈昭和19年〉 - ）は、日本の自動車技術者、実業家。中央発條代表取締役社長や、八戸市八戸特派大使を務めた。

## 人物・経歴
愛知県刈谷市生まれ。父は、豊田自動織機専務を務めた原田梅治。1968年東北大学工学部卒業、トヨタ自動車工業入社。機械部長、生産調査部主査、本社工務部長、國瑞汽車総経理、トヨタ自動車アジア本部アジア部主査、トヨタ自動車理事等を歴任し、2005年から中央発條代表取締役社長を務め、2007年には八戸市に中発テクノを設立。翌2008年八戸特派大使に任命された。2010年中央発條顧問。

## 著書
- 『モノの流れをつくる人 大野耐一さんが伝えたかったトップ・管理者の役割 B&Tブックス』日刊工業新聞社 2013年